# Kościół Wniebowzięcia Najświętszej Maryi Panny w Łowyniu
Kościół Wniebowzięcia Najświętszej Maryi Panny w Łowyniu – rzymskokatolicki kościół parafialny należący do parafii pod tym samym wezwaniem (dekanat międzychodzki archidiecezji poznańskiej).
Świątynia została wzniesiona w 1927 roku dla parafii erygowanej w 1924 roku. W 2017 roku zakończył się etap prac remontowych, wykonanych we wnętrzu. Wnętrze oryginalnie zostało urządzone w stylu modernistycznym. W kruchcie, w dniu 15 sierpnia 2002 roku, w 75-lecie wybudowania świątyni, została odsłonięta czarna tablica kamienna poświęcona powstańcom wielkopolskim, żołnierzom walczącym o wolność i niepodległość, oraz trzem miejscowym proboszczom zamęczonym w obozie hitlerowskim w Dachau. Jest ozdobiona orłem w koronie, krzyżem i herbem Łowynia oraz napisem Bóg – Honor – Ojczyzna. W 2004 roku, w 85. rocznicę powstania wielkopolskiego, w kruchcie została odsłonięta druga tablica, ozdobiona wizerunkami polskiego orła oraz krzyżami powstańczym i Virtuti Militari. Zostały na niej wypisane nazwiska 13 uczestników powstania z Łowynia.